# Three Days of Adrenaline
Vidéos par Coldrain
Evolve
(2014)
Three Days of Adrenaline est le premier DVD live du groupe de rock japonais Coldrain, qui a été enregistré dans trois villes: Osaka, Nagoya et Tokyo. Le DVD contient 19 morceaux (on y trouve uniquement 10 chansons tirées de The Enemy Inside), 3 petites vidéos dans les coulisses, des spectacles exclusifs, et les vidéos de musique de "To Be Alive" et "Rescue Me".

## Liste des titres
| No  | Titre              | Durée |
| --- | ------------------ | ----- |
| 1.  | Intro              | 2:05  |
| 2.  | To Be Alive        | 3:17  |
| 3.  | New Fate           | 3:18  |
| 4.  | Adrenaline         | 3:40  |
| 5.  | [Sound Check]      | 1:42  |
| 6.  | The Youth          | 3:31  |
| 7.  | Rise and Fall      | 3:48  |
| 8.  | Die Tomorrow       | 3:10  |
| 9.  | Doors              | 3:00  |
| 10. | After Dark         | 3:49  |
| 11. | [Rehearsal]        | 1:34  |
| 12. | Confession         | 4:21  |
| 13. | 8AM                | 4:01  |
| 14. | You                | 4:54  |
| 15. | Fiction            | 3:32  |
| 16. | 24-7               | 3:23  |
| 17. | Hollow             | 4:34  |
| 18. | A Tragic Instinct  | 4:30  |
| 19. | [On The Road]      | 1:41  |
| 20. | Rescue Me          | 3:39  |
| 21. | The Maze (ft. Mah) | 4:42  |
| 22. | Final Destination  | 8:10  |

Contenu additionnel
| No  | Titre                                                 | Durée |
| --- | ----------------------------------------------------- | ----- |
| 24. | Survive (Encore)                                      | 4:48  |
| 25. | The Maze (Osaka Too Close Extreme One Cut Ver.)       | 4:13  |
| 26. | Painting & My Addiction (Tokyo Exclusive Performance) | 9:03  |
| 27. | Miss You (Tokyo Exclusive Performance)                | 4:06  |
| 28. | To Be Alive (Music Video)                             | 4:07  |
| 29. | To Be Alive (Trailer)                                 | 1:00  |
| 30. | Rescue Me (Music Video)                               | 3:34  |
| 31. | Rescue Me (Trailer)                                   | 0:32  |